# اثرات تغییرات آب و هوایی روی سلامتی انسان
تاثیرات تغییرات آب و هوایی روی سلامت انسان به شکل روز افزونی تحت پژوهش و سنجش است. این اثرات را می‌توان به اثرات مستقیم (به عنوان مثال در اثر موج‌های حرارتی، رخدادهای اب و هوایی شدید) یا غیرمستقیم تقسیم‌بندی نمود. گروه دوم به واسطه تغییرات ایجاد شده در بیوسفر، مثلا در اثر تغییر در کیفیت آب و هوا، امنیت غذایی، و جابجایی، رخ می‌دهند. پویایی اجتماعی مانند سن، جنسیت، و یا موقعیت اجتماعی-اقتصادی روی میزان گستردگی این اثرات و خطرات همه‌گیر آنها بر سلامت انسانی تاثیرگذار است. مخاطرات سلامتی به شکل غیریکنواخت در سراسر جهان توزیع شده‌اند. جمعیت‌‌های محروم به طور خاص در معرض اثرات ناشی از تغییرات اقلیمی هستند.  

## دلایل ریشه‌ای

### اثرات تغییرات اقلیمی
تغییرات اقلیمی، محیط فیزیکی، اکوسیستم و جوامع انسانی را تحت تاثیر قرار می‌دهد. تغییرات ایجاد شده در سیستم آب و هوایی شامل یک روند گرمایش کلی، شرایط آب و هوایی شدید، و افزایش سطح آب دریاها است. این موارد روی طبیعت و حیات وحش و همچنین سکونت انسانی و جوامع تاثیر می‌گذارد. اثرات تغییرات اب و هوایی ایجاد شده توسط انسان گسترده و دور از دسترس هستند، خصوصا اگر اقدام خاصی در رابطه با آن‌ها صورت نگیرد. اثرات منفی پیش‌بینی شده و مشاهده شده مربوط به تغییرات اقلیمی گاها تحت عنوان بحران اقلیمی شناخته می‌شوند.

### آسیب‌ پذیری از تغییرات آب و هوایی
در گزارشی که در سال 2021 در Lancet منتشر شده آمده است که تغییرات آب و هوایی سلامت انسان‌ها را به یک شکل تح تاثیر قرار نمی‌دهد. بزرگترین اثر آن بر روی کسانی است که بیشتر مستعد آن هستند مانند افراد فقیر، بانوان، کودکان، کهنسالان، افرادی با مشکلات سلامتی قبلی، سایر اقلیت‌ها و کارگران فضای باز.

## مرور کلی اثرات سلامتی

### انواع روش‌های تاثیرگذار بر سلامت
اثرات تغییرات اقلیمی روی سلامت انسان را می‌توان به اثرات مستقیم و غیرمستقیم تقسیم‌بندی کرد. هر دو نوع این اثرات با محرک‌های اجتماعی در تعامل هستند. ترکیب این اثرات و محرک‌های اجتماعی تعیین‌کننده اثرات نهایی بر روی سلامتی است.

### اثرات روی سلامت کلی و تندرستی
اثرات مستقیم، غیرمستقیم، و پویایی اجتماعی تغییرات اقلیمی روی سلامت و تندرستی باعث ایجاد این اثرات سلامتی می‌شود: بیماری‌های قلبی، بیماری‌های تنفسی، بیماری‌های عفونی، سوء تغذیه، بیماری‌های ذهنی، آلرژی‌ها، جراحات، و مسمومیت‌ها.
سلامت و تمهیدات مراقبت از سلامتی نیز ممکن است تحت تاثیر از بین رفتن سیستم‌های سلامتی قرار گیرند و در اثر رخدادهای ایجاد شده به دلیل تغییرات اقلیمی، مانند سیل، به زیرساخت‌ها آسیب بزنند. بنابراین، ساخت سیستم‌های سلامت که نسبت به تغییرات اقلیمی مقاوم باشند یک اولویت است.

### اثرات بر روی سلامت ذهن
اثرات تغییرات اقلیمی روی سلامت ذهن و تندرستی ممکن است منفی باشد، خصوصا برای جمعیت‌های در معرض خطر و آنهایی که دارای بیماری‌های ذهنی قبلی هستند. سه مسیر گسترده وجود دارد که این اثرات ممکن است از طریق آن‌ها رخ دهد: مستقیم، غیرمستقیم، و آگاهانه. مسیر مستقیم شامل شرایط مربوط به استرس است که در اثر قرار گرفتن در معرض رخدادهای آب و هوایی شدید ایجاد می‌شود، نمونه‌ای از این دست اختلال استرس پس از سانحه (PTSD) است. مطالعات علمی نتایج سلامت روانی را به قرار گرفتن در معرض عوامل اقلیمی مرتبط می‌دانند، این عوامل عبارتند از حرارت، رطوبت، بارش باران، خشکسالی، آتش‌سوزی‌های گسترده و سیلاب‌ها. مسیر غیرمستقیم ممکن است از طریق قطع فعالیت‌های اقتصادی و اجتماعی باشد مثلا زمانی که بخشی از یک منطقه زراعی نمی‌تواند به اندازه سایر بخش‌ها مواد غذایی تولید کند. مسیر سوم می‌تواند صرفا با آگاهی از مخاطرات تغییرات اقلیمی رخ دهد، حتی توسط افرادی که در غیر این صورت تحت تاثیر این تغییرات قرار نخواهند گرفت.